# Hermanfrid Schubart
Hermanfrid Schubart (Kassel, 1 de Dezembro de 1930) é um arqueólogo alemão.
Estudou nas universidades de Greifswald e de Leipzig, tendo regressado à primeira, onde se doutorou em 1955 com uma tese sobre Bronze Antigo em Mecklemburgo. Nessa mesma universidade, desenvolveu actividades como docente e investigador.
A partir de 1959, começou a colaborar no Instituto Arqueológico Alemão de Madrid, do qual foi director entre 1981 e 1994, ano da sua jubilação. Entre 1971 e até à sua jubilação, foi também professor da Universidade de Munique.
Sendo membro honorífico da Associação de Arqueólogos Portugueses e autor de diversos estudos sobre escavações arqueológicas em Portugal e Espanha, é doutorado Honoris Causa pela Universidade do Porto a 28 de Janeiro de 2005.

## Distinções
- Medalha de Ouro de Belas Artes (Espanha) (1992);
- Doutor Honoris Causa pela Universidade Autónoma de Madrid (1994);
- Cruz de Mérito atribuída pela República Federal da Alemanha (1994);
- Doutor Honoris Causa atribuído pela Universidade do Porto (2005).